# Cristóbal Martínez de Soria Abecia
Cristóbal Martínez de Soria Abecia (Logroño, 10 de julio de 1880 - Vitoria, 19 de diciembre de 1956) fue un compositor y maestro de capilla español.

## Vida
Cristóbal Martínez de Soria Abecia nació en Logroño, en La Rioja, el 10 de julio de 1880. Con diez años, en 1890, ingresó en la Catedral de Vitoria como tiple.
Martínez de Soria realizó toda su carrera en Vitoria. En 1902 ganó la plaza de tenor y maestro de capilla, con el beneficio asociado. Formó parte de un selecto grupo de compositores seglares que ocuparon el magisterio vitoriano tras la elevación a Catedral de la Colegiata de Vitoria en 1851, con la creación de la diócesis de Vitoria. Entre ellos, además de Martínez de Soria, a partir de 1864 se cuentan Pedro Las Heras y Dimas Sotés. Durante su magisterio la capilla consistiría en tres o máximo cuatro tiples.
El 6 de junio de 1908 se ordenaba sacerdote.
Durante su magisterio estuvo muy activo en la vida musical de la ciudad de Vitoria. Entre los acontecimientos más importantes se cuentan los actos con motivo del fallecimiento del papa León XIII, en un concierto con tiples y orquesta tocando obras de Hilarión Eslava. También participó en las festividades del 4 de agosto de 1907 con ocasión de la colocación de la primera piedra de la nueva Catedral de Vitoria María Inmaculada Madre de la Iglesia de Vitoria, con asistencia de Alfonso XIII. El 4 de agosto de 1911 se inauguraba la cripta de la nueva Catedral, que se celebró con un coro de 50 voces que interpretaron el Ave María de Tomás Luis de Victoria a ocho voces, la Secuencia de Resurrección a cuatro voces y orquesta de Jakob Quadflieg. También formó parte de las exequias por el fallecimiento del papa Pío X celebradas en Vitoria, con composiciones de L. Torres y F. Landa, culminando con el Te Deum  a cuatro voces de Hilarión Eslava.
En 1914 participaba en tribunal de las oposiciones para el cargo de salmista, junto con los sochantres Paulino Múgica y Mateo Alberto, además del organista José María Vírgala. Se presentaron el salmista José Pérez y el sochantre Eusebio Gorricho, ambos de la Catedral de El Burgo de Osma. Ese mismo año fundaba el  Orfeón del Centro Católico de Vitoria.
En 1927 renunciaba al magisterio, permaneciendo en la Catedral como contralto y organista segundo. El cabildo organizó unas oposiciones para ocupar la vacante.
El maestro Martínez de Soria fallecía el 19 de diciembre de 1956 en Vitoria.